# Merilyn Uudmäe
Merilyn Uudmäe (* 26. März 1991 in Tartu, Estnische SSR, UdSSR) ist eine estnische Leichtathletin, die sich auf den Weit- und Dreisprung spezialisiert hat.

## Sportliche Laufbahn
Erste internationale Erfahrungen sammelte Merilyn Uudmäe im Jahr 2017, als sie bei den Halleneuropameisterschaften in Belgrad im Dreisprung mit einer Weite von 13,55 m in der Qualifikation ausschied. Im Jahr darauf nahm sie an den Europameisterschaften in Berlin teil, konnte sich aber auch dort mit 13,74 m nicht für das Finale qualifizieren. Auch bei den Halleneuropameisterschaften in Glasgow 2019 schied sie mit 13,40 m in der Qualifikation aus. Anschließend nahm sie im Weitsprung an den Europaspielen in Minsk teil und erreichte dort mit 5,75 m Rang 28.
2014, 2016 und 2020 wurde Uudmäe estnische Meisterin im Dreisprung im Freien sowie 2016, 2017 und 2020 auch in der Halle. Zudem sicherte sie sich 2017 auch den Hallentitel im Weitsprung.

## Persönliche Bestleistungen
- Weitsprung: 6,27 m (+1,4 m/s), 7. Juli 2018 in Tallinn
  - Weitsprung (Halle): 6,28 m, 19. Februar 2017 in Tallinn
- Dreisprung: 13,87 m (+1,8 m/s), 7. Juli 2018 in Tallinn
  - Dreisprung (Halle): 13,55 m, 3. März 2017 in Belgrad